# Gary Etherington
Gary Etherington (Londra, 22 aprile 1958) è un ex calciatore inglese naturalizzato statunitense.

## Carriera

### Club
Nativo dell'Inghilterra ma naturalizzato statunitense, dopo essersi formato in alcune selezioni calcistiche scolastiche ed universitarie, Etherington nel 1977 viene ingaggiato dal New York Cosmos.
Con i Cosmos vince i campionati 1977 e 1978 ed il titolo individuale di miglior esordiente nella stagione d'esordio.
Nella stagione 1979 passa ai Los Angeles Aztecs, con cui ottenne come miglior risultato il raggiungimento delle semifinali, perse contro i futuri campioni del Cosmos, nel 1980.
Nella stagione 1981 passa al San Jose Earthquakes, con cui nei due anni di militanza non raggiunse mai la fase della regular season.
Dal 1982 al 1984 Etherington giocò nei New York Arrows, società militante nella MISL.
Nella stagione 1984 Etherington tornò a giocare nella NASL, alla sua ultima stagione prima del fallimento della lega, con i Minnesota Strikers, con cui ottenne il terzo posto della Western Division.
Chiusa la NASL, Etherington rimase agli Strikers sino al 1988, dato che continuarono a giocare nella MISL. Nel 1988 passò ai San Diego Sockers, militanti nella MISL, ove chiuse la carriera agonistica l'anno seguente.

### Nazionale
Dopo aver fatto parte della nazionale Under-20 di calcio degli Stati Uniti d'America che mancò la qualificazione al campionato mondiale di calcio Under-20 1977, dal 1977 al 1979 Etherington fece parte della nazionale maggiore statunitense, giocandovi sette incontri.

#### Cronologia presenze e reti in Nazionale
| Cronologia completa delle presenze e delle reti in nazionale ― Stati Uniti | Cronologia completa delle presenze e delle reti in nazionale ― Stati Uniti | Cronologia completa delle presenze e delle reti in nazionale ― Stati Uniti | Cronologia completa delle presenze e delle reti in nazionale ― Stati Uniti | Cronologia completa delle presenze e delle reti in nazionale ― Stati Uniti | Cronologia completa delle presenze e delle reti in nazionale ― Stati Uniti | Cronologia completa delle presenze e delle reti in nazionale ― Stati Uniti | Cronologia completa delle presenze e delle reti in nazionale ― Stati Uniti |
| Data                                                                       | Città                                                                      | In casa                                                                    | Risultato                                                                  | Ospiti                                                                     | Competizione                                                               | Reti                                                                       | Note                                                                       |
| -------------------------------------------------------------------------- | -------------------------------------------------------------------------- | -------------------------------------------------------------------------- | -------------------------------------------------------------------------- | -------------------------------------------------------------------------- | -------------------------------------------------------------------------- | -------------------------------------------------------------------------- | -------------------------------------------------------------------------- |
| 15-9-1977                                                                  | San Salvador                                                               | El Salvador                                                                | 1 – 2                                                                      | Stati Uniti                                                                | Amichevole                                                                 | -                                                                          | 54’                                                                        |
| 25-9-1977                                                                  | Città del Guatemala                                                        | Guatemala                                                                  | 2 – 0                                                                      | Stati Uniti                                                                | Amichevole                                                                 | -                                                                          | Uscita                                                                     |
| 6-10-1977                                                                  | Washington                                                                 | Stati Uniti                                                                | 1 – 1                                                                      | Cina                                                                       | Amichevole                                                                 | -                                                                          | Uscita                                                                     |
| 3-9-1978                                                                   | Reykjavík                                                                  | Islanda                                                                    | 0 – 0                                                                      | Stati Uniti                                                                | Amichevole                                                                 | -                                                                          |                                                                            |
| 6-9-1978                                                                   | Lucerna                                                                    | Svizzera                                                                   | 2 – 0                                                                      | Stati Uniti                                                                | Amichevole                                                                 | -                                                                          | 46’                                                                        |
| 20-9-1978                                                                  | Setúbal                                                                    | Portogallo                                                                 | 1 – 0                                                                      | Stati Uniti                                                                | Amichevole                                                                 | -                                                                          | Ingresso                                                                   |
| 3-2-1979                                                                   | Seattle                                                                    | Stati Uniti                                                                | 1 – 3                                                                      | Unione Sovietica                                                           | Amichevole non ufficiale                                                   | -                                                                          | Uscita                                                                     |
| Totale                                                                     |                                                                            | Presenze                                                                   | 7                                                                          |                                                                            | Reti                                                                       | 0                                                                          |                                                                            |

## Palmarès

### Club
- Campionato NASL: 2

New York Cosmos:1977, 1978